# Alain-Jacques Valleron
Alain-Jacques Valleron, né le 24 août 1943 à Neuilly-sur-Seine (France), est professeur émérite  à l'université Pierre-et-Marie-Curie et membre de l'Académie des sciences dont il a été le délégué à l'Information Scientifique et à la Communication. Il est le fondateur du réseau Sentinelles.
Il est ancien élève de l'École polytechnique (1963) et docteur ès sciences.
Il a été chercheur à l'Inserm de 1966 à 1981. Il devient professeur de biomathématiques à l'université Paris 7 de 1981 à 1991, puis  professeur de biostatistique / Informatique médicale à la faculté de médecine Pierre et Marie Curie de l'université Paris 6 de 1991 à 2013 puis praticien-hospitalier à l'Hôpital Saint-Antoine.
Il a dirigé le laboratoire de biostatistique de l'université Paris 7 (1974-1981), l'unité de recherches 263 "Biomathématiques et biostatistiques" de l'Inserm (1981-1995), le centre coopérateur de données sur l'épidémiologie de l'immunodéficience humaine (1988-1991), l'unité de recherches 444 "Épidémiologie et sciences de l'information" de l'Inserm de 1995 à 2004. Il était aussi le responsable de 'l'Unité de santé publique de l'hôpital Saint-Antoine, à Paris, de 1991 à 2000.
Il a créé en 1974 le DEA de Biomathématiques qui est la première formation scientifique de 3ème cycle préparant à la recherche dans toutes les sciences de l'information appliquées à la biomédecine (biostatistique, modélisation, informatique médicale, bioinformatique, analyse d'images biomédicales). De 1998 à 2010 il dirige l'École doctorale de santé publique des universités Pierre et Marie Curie et Denis Diderot (ED 393).
Il a été le Directeur de thèse de 26 doctorants dont la plupart sont devenus des chercheurs académiques reconnus dans leur discipline, notamment : Pierre-Yves Boëlle, Fabrice Carrat, Pierre Chauvin, Sylvie Chevret, Carine Cohen, Dominique Costagliola, Sylvie Deuffic, Philippe Jean Guérin, Annabelle Gilg, Karine Lacombe, Françoise Le Pont†, Jean-Luc Ménard, Camille Pelat, Louis-Rachid Salmi et Weija Xing.

## Travaux
Tout au long de sa carrière scientifique, Alain-Jacques Valleron a travaillé à l'interface des sciences de l'information et de la biomédecine. Ses premiers travaux le conduisent à la création d'une plate-forme de simulation du cycle et de la cinétique cellulaire dans le cadre de cancers. Cela lui permet notamment de cartographier la variabilité des durées des phases du cycle cellulaire et d’en modéliser les conséquences sur la mise au point de traitements en chimiothérapie ou radiothérapie. À partir des années 1980, il se consacre au développement de systèmes d'information et de modèles statistiques ou informatiques permettant de décrire, de modéliser, de détecter en temps réel, et de prévoir la dynamique d'épidémies, notamment, de maladies émergentes. Les maladies concernées sont en particulier la grippe (surveillée, ainsi que d'autres indicateurs de santé, par le réseau Sentinelles qu'il créa en 1984) et les maladies transmissibles fréquentes de l'enfant, le sida et les hépatites virales, la maladie de Creutzfeldt-Jakob, le SARS (Severe Acute Respiratory Syndrome). Alain-Jacques Valleron a toujours situé ses recherches à l'intersection des sciences de la vie, notamment de l'épidémiologie, et des sciences de l'information.
Il est l'auteur de nombreux articles scientifiques et de différents livres de biostatistiques, à l'usage des étudiantes et étudiants en médecine.

## Prix et distinctions
- Grand Prix Claude Bernard de la Recherche médicale de la Ville de Paris (1995)
- Prix de santé publique de l'Institut des sciences de la santé (2003)
- Grand Prix de la Fondation pour la Recherche Médicale (2005)
- Officier de la Légion d'honneur (2016)[3]
- Commandeur de l'ordre des Palmes académiques